# Ron Weatherburn
Ronald „Ron“ Weatherburn (* 31. Januar 1934 in Dagenham, Essex; † 26. Mai 1995 in Brampton, Kanada) war ein britischer Ragtime- und Jazzpianist.
Weatherburn spielte in der englischen Dixielandszene ab Mitte der 1950er-Jahre u. a. mit Eric Silk (mit dem erste Aufnahmen für Esquire Records entstanden), Cy Laurie und Gary Miller. In den 1960er-Jahren gehörte er der Band von Kenny Ball an. 1962 nahm er erstmals Ragtime-Solonummern auf, die 1974 als Ragtime Piano and Beyond - Extemporisations & Innovations erschienen. In den 1980er-Jahren arbeitete er u. a. mit Humphrey Lyttelton, Ken Sims’ Dixie Kings und den Original East Side Stompers (Algiers Strut 1985). Im Bereich des Jazz war er zwischen 1955 und 1986 an 82 Aufnahmesessions beteiligt. Er ist nicht mit dem gleichnamigen neuseeländischen Jazz-Holzbläser zu verwechseln.